# 神栖站

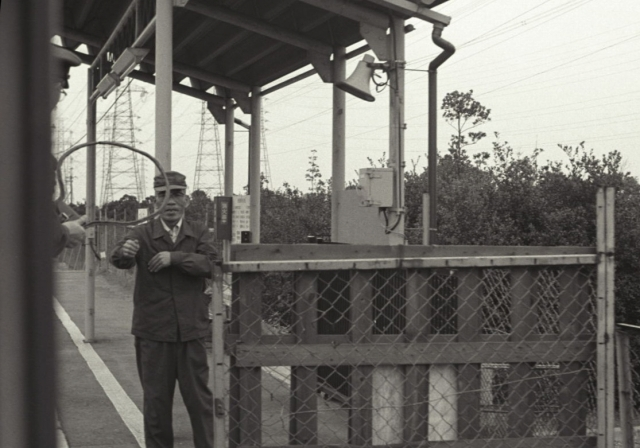
在月台取得電氣路牌（1981年）

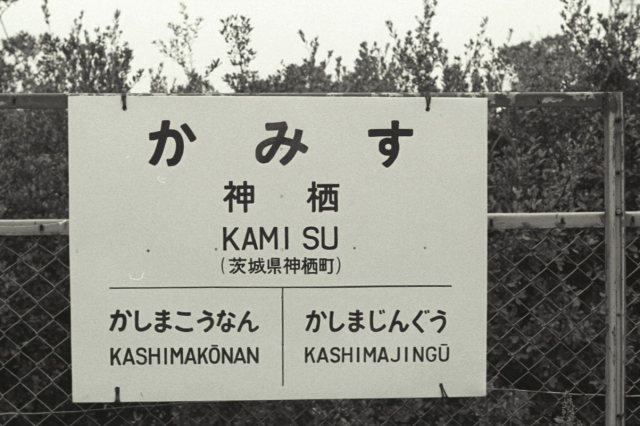
站名質（1981年）

神栖站（日语：／ Kamisu eki */?）是位於茨城縣神栖市東深芝，屬於鹿島臨海鐵道鹿島臨港線的車站。

## 歷史
- 1970年（昭和45年）7月21日 : 貨運車站啟用。
- 1973年（昭和48年）1月4日 : 增設全農專用線[1]。
- 1974年（昭和49年）2月 : 增設昭和產業專用線[1]。
- 1978年（昭和53年）7月25日 : 開設客運業務。
- 1983年（昭和58年）12月1日 : 終止営運業務。
- 1984年（昭和59年）2月1日 : 開始可以處理貨櫃貨物。
- 1993年（平成5年）5月1日 : 開始可以處理20ft貨櫃。
- 1997年（平成9年）11月5日 : 開始可以處理20ft海運貨櫃。
- 2005年（平成17年）10月16日 : 為了紀念大洗鹿島線開業20周年，當日開設行走於鹿島足球場至神栖之間的客運服務。
- 2007年（平成19年）10月20日 : 當日開設行走於鹿島足球場至此站之間的臨時旅客列車。此站不可上下車，但發售了紀念入場票。有關臨時旅客列車的行走詳情可參見鹿島臨港線。
- 2009年（平成21年）4月20日 : 站內發生貨運列車作業時相撞意外，誘導員和司機受輕傷。

## 車站構造
此站是地面車站，設有1面1線的貨櫃月台。站內設有分揀線、留置線和車廠（神栖車輛區）。車站事務所位於站內東邊（靠近道路一方）。另外，在1978年（昭和53年）至1983年（昭和58年）之間設有客運業務，站內西邊（靠近和田山綠地一方）設有客運月台遺蹟。
由於站內設有車廠的關係，除了貨運列車外，客運列車（柴油列車）也會駛入此站。另外，站內會進行車輛拆毀作業，預計被拆毀的JR電動列車或鐵路貨車會被運送至此站。
車站連接鹿島臨海通運（鹿島臨海鐵道集團）、全國農業協同組合聯盟（全農）和昭和產業的專用線，上述專用線已經廢止。另外，鹿島臨海通運專用線中的使用者為日本通運和日本陸運産業（現時：日陸），全農專用線中的使用者為JA東日本組合飼料。

## 處理貨物種類
- 貨櫃貨物
  - 12ft貨櫃、20ft大型貨櫃、20ft ISO標準的海運貨櫃。
- 車載貨物
- 此站可處理工業廢料。

## 車站周邊
- ADEKA（日语：ADEKA）鹿島工場西製造所
- 昭和產業（日语：昭和産業）鹿島工場
- 全国乳業協同組合聯盟（日语：全国酪農業協同組合連合会）鹿島飼料工場
- 雪印種苗（日语：雪印種苗）鹿島工場
- JA東日本組合飼料鹿島工場
- 港公園（日语：港公園）
- 和田山綠地

## 相鄰車站
鹿島臨海鐵道
鹿島臨港線
鹿島足球場－居切－神栖－神之池－鹿島港南－知手－奧野谷濱
- 刪除線為廢站

## 注腳
1. 1 2  《鹿島臨海鉄道株式会社30年史》 鹿島臨海鐵道，2003年
2. ↑  参見:File:Kamisu stn 201802.jpg
3. ↑  郷田恒雄 「全国の現役機関車をめぐって 民営鉄道の電気機関車・ディーゼル機関車はいま... -その17-」《鐵道迷》572號，交友社，2008年10月
4. 1 2  「昭和58年版専用線一覧表」《トワイライトゾーンMANUAL 6》 Neko出版，2005年